# Уайсс, Митч
Митчелл С. Уайсс (род. 1957) — американский журналист-расследователь, редактор Charlotte Observer. В 2004 году получил Пулитцеровскую премию за журналистские расследования вместе с Джо Маром и Майклом Д. Саллахом.

## Биография
Родился в Нью-Йорка . В 1982 году окончил Северо-Западный университет со степенью магистра журналистики. Работал репортером Associated Press в Толидо и Колумбусе, штат Огайо. С 1998 по 2005 год работал в The Blade. В 2005 году был заместителем бизнес-редактора Charlotte Observer. В 2008 году был корреспондентом Ассошиэйтед Пресс при Charlotte Observer.
Преподает журналистику в университете штата Южная Каролина. В 2009 году стал финалистом премии Джеральда Леба.